# The Accidental Getaway Driver
Pour plus de détails, voir Fiche technique et Distribution.
The Accidental Getaway Driver (Le conducteur en fuite accidentelle) est un film dramatique américain écrit et réalisé par Sing J. Lee et sorti en 2023. Co-écrit avec Christopher Chen, le film est le premier long métrage du réalisateur et met en vedette Hiep Tran Nghia, Phi Vu, Dali Benssalah et Dustin Nguyen..
The Accidental Getaway Driver s'inspire de l'enlèvement par trois évadés de prison de Long Mã — un chauffeur de taxi américain d'origine vietnamienne — ayant eu lieu dans le comté d'Orange en 2016.
Le film est présenté le 23 janvier 2023 en première au Festival du film de Sundance, où Sing J. Lee reçoit le prix de la réalisation dans la section « US Dramatic Film »,.

## Fiche technique
- Titre original : The Accidental Getaway Driver
- Réalisation : Sing J. Lee
- Scénario : Sing J. Lee, Christopher Chen
- Photographie : Michael Fernandez
- Montage : Yang Hua Hu
- Musique : Jon Ong
- Production : Brendon Boyea
- Pays de production : États-Unis
- Langue originale : anglais, vietnamien
- Format : couleur
- Genre : dramatique
- Durée : 109 minutes
- Dates de sortie :
  - États-Unis : 23 janvier 2023 (Festival du film de Sundance)

## Distribution
- Hiep Tran Nghia : Long Mã
- Dustin Nguyen : Tây Duong
- Dali Benssalah : Aden
- Phi Vu : Eddie Ly
- Gabrielle Chan : Lan Mã
- Vivien Ngô : Alice
- Sharon Sharth : concierge
- Travon McCall : présentateur des nouvelles
- Edward Singletary : conférencier motivateur

## Production
La production commence en 2022 en Californie dans le district de Little Saigon à Westminster,.
Le film a sa première mondiale au Festival du film de Sundance 2023 le 23 janvier 2023.

## Récompenses et distinctions
- (en) The Accidental Getaway Driver: Awards, sur l'Internet Movie Database